# 알바로 카레라스
알바로 페르난데스 카레라스(스페인어: Álvaro Fernández Carreras, 2003년 3월 23일 ~ )는 스페인의 축구 선수로 현재 레알 마드리드에서 레프트 백으로 뛰고 있다.